# فرانز جوسيف هوبر
فرانز جوسيف هوبر (بالألمانية: Franz Josef Huber)‏ هو سياسي ألماني، ولد في 22 يناير 1902 في ميونخ في ألمانيا، وتوفي بنفس المكان في 30 يناير 1975. حزبياً، نشط في الحزب النازي.